# Robert Koren
Robert Koren, född 20 september 1980 i Radlje ob Dravi, Jugoslavien (nuvarande Slovenien), är en slovensk före detta fotbollsspelare (mittfältare) som senast spelade i Dravograd. Koren har meriter från spel i det slovenska landslaget där han också under en period var lagkapten.

## Klubbkarriär

### Tidig karriär
Koren spelade för Publikum, Dravograd och Radlje i sitt hemland innan han gick till den norska klubben Lillestrøm 2004.

### Lillestrøm
Koren var Lillestrøms playmaker och blev ofta jämförd sin barndomsidol Zlatko Zahovič. Under sin tid i Norge ryktades det om en övergång till de engelska klubbarna Leeds United och Manchester City.

### West Bromwich Albion
Den 4 januari 2007 skrev Koren på för den engelska klubben West Bromwich Albion som bosman, med ett 18-månaderskontrakt, med option på ett år till. Han gjorde sin debut två dagar senare när han blev inbytt sent i matchen i en 3–1-vinst över Leeds United i FA-cupens tredje runda. Koren gjorde sitt första mål för klubben i en hemmavinst med 7–0 mot Barnsley den 6 maj 2007, vilket var sista dagen av säsongen. Vinsten säkrade Albions plats i Championships uppflyttningplayoff. Koren startade alla tre playoff-matcherna när Albion slog Wolves i två matcher i semifinalen men förlorade med 1–0 mot Derby County i finalen på Wembley.
I juli 2007 drabbades Koren av en oväntad händelse när en boll träffade honom i ögat på träningen, vilket ledde till inre blödningar och tillfällig synförlust. Han gjorde sedan en fullständig återhämtning, dock erkände han senare att han fruktat för sin syn. Skadan gjorde att han missade startade av säsongen 2007/2008, men han återvände i augusti som avbytare i en ligacup match mot Peterborough. I mitten av september skrev han på ett nytt kontrakt på två år, med option på ett år till. Han blev beskriven av den före detta West Brom tränaren Tony Mowbray som en "model pro". Korens två mål i Albions 3–2-bortaförlust mot Southampton i oktober 2007 gav honom en plats i Championship Team of the Week. Koren gjorde sitt första mål i Premier League den 17 januari 2009 och blev utnämnd till matchens lirare när Albion slog Middlesbrough med 3–0. Hans mål i Albions 2–2-match mot Burnley i FA-cupen gav honom utmärkelsen ITV Omgångens mål''.
Under säsongen 2008/2009 spelade Koren flest matcher av alla spelare i West Brom, undantaget målvakten Scott Carson. Den 17 maj 2010 blev Koren fri att lämna West Bromwich Albion efter att klubben valt att inte förlänga hans kontrakt.

## Internationell karriär
Koren har spelat 61 matcher för Slovenien och gjort 9 mål (bland annat ett hattrick på straffar i en match mot Luxemburg i augusti 2007), och han har även spelat 12 matcher för Sloveniens U21-landslag. Han blev utvald till lagkapten i kvalet till VM 2010 där han senare ledde laget till vinst i playoffmötena med Ryssland som tog Slovenien till VM. Slovenien lottades sedan i samma VM-grupp som England, landet där han tidigare spelat.
Under VM gjorde Koren sedan sitt sjätte mål i landslaget, detta i mötet med Algeriet den 13 juni.

### Internationella mål
| Nr | Datum            | Arena                           | Motståndare             | Mål | Resultat | Tävling             |
| -- | ---------------- | ------------------------------- | ----------------------- | --- | -------- | ------------------- |
| 1  | 7 oktober 2006   | Arena Petrol, Slovenien         | Luxemburg               | 2–0 | 2–0      | Kvalet till EM 2008 |
| 2  | 19 november 2008 | Stadion Ljudski vrt, Slovenien  | Bosnien och Hercegovina | 1–2 | 3–4      | Träningsmatch       |
| 3  | 12 augusti 2009  | Stadion Ljudski vrt, Slovenien  | San Marino              | 1–0 | 5–0      | Kvalet till VM 2010 |
| 4  | 12 augusti 2009  | Stadion Ljudski vrt, Slovenien  | San Marino              | 4–0 | 5–0      | Kvalet till VM 2010 |
| 5  | 13 juni 2010     | Peter Mokaba Stadium, Sydafrika | Algeriet                | 1–0 | 1–0      | VM 2010             |

## Privatliv
Koren är gift samt har två söner och en dotter som heter Nal, Tian och Nia.

## Meriter

### Klubblag
- Andra plats i Norska cupen: 2005
- Andra plats i Royal League: 2006
- Andra plats i UEFA Intertoto Cup: 2006
- Football League Championship: 2008

### Individuellt
- Kniksenprisen: årets mittfältare 2006